# 특발성 혈소판 감소성 자반증
특발성 혈소판 감소성 자반증(特發性血小板減少性紫斑症, Immune thrombocytopenic purpura, Immune thrombocytopenia, ITP)은 정상적인 골수의 혈소판의 수가 적으면서(혈소판 감소증), 혈소판감소증의 기타 병인이 없는 것으로 정의되는 혈소판감소자색반의 일종이다. 자반증 발진을 일으키며 출혈이 발생할 경향이 높아진다. 어린이의 경우 급성 질병으로, 어른의 경우 만성 질환으로 임상 증후가 발생할 수 있다. 급성의 경우 감염으로 이어질 수 있으며 2개월 안에 자발적으로 치유된다. 만성 면역 혈소판 감소증의 경우 알 수 없는 병인과 더불어 6개월 이상 지속된다.
ITP는 여러 혈소판 표면 항원에 대항하여 식별 가능한 항체가 있는 자가 면역 질환이다.
ITP는 일반 혈액 검사를 통해 혈소판의 수가 낮음을 확인할 수 있다. 그러나 낮은 혈소판의 수의 기타 병인이 제외되는지의 여부에 따라 진단되기 때문에 일부의 경우 추가적인 검사(골수 검사 등)가 필요할 수 있다.
정도가 심하지 않은 경우 주의깊은 관찰만이 필요할 수 있으나 혈소판의 수가 매우 낮거나 상당한 출혈이 있을 경우 당질 코르티코이드, 면역글로불린요법, 안티D 면역글로불린, 면역억제성 약제를 통해 조속한 치료가 가능할 수 있다. 난치성 ITP(전통적인 치료법에 반응하지 않음)의 경우 비장 절제술이 필요할 수 있다. 혈소판의 수가 매주 낮고 심각한 출혈이 있는 경우 혈소판성분채집술을 시행할 수 있다.
현재의 명칭 "특발성 혈소판 감소성 자반증"이 대중화되기 전까지는 베를호프병(Werlhof's disease)이라는 명칭이 더 널리 사용되었다.